# El Sàlzer (masia d'Odèn)
El Sàlzer és una masia situada al municipi d'Odèn, a la comarca catalana del Solsonès.